# Rugby Club L'Hospitalet
El Rugby Club L'Hospitalet es un club de rugby español con sede en Hospitalet de Llobregat (Barcelona). Fundado en 1973 como Unió Esportiva Bellvitge, en 1984 cambió su nombre al actual. Ha sido tres veces campeón de España de rugby femenino.

## Historia
El origen del club se remonta a 1973, en el seno del colegio Mare de Déu de Bellvitge, en el barrio homónimo de Hospitalet de Llobregat. Inicialmente su actividad estuvo centrada en los campeonatos escolares. En 1982 se creó el equipo sénior, empezando a competir federativamente con el nombre de Unió Esportiva Bellvitge. Tras lograr el ascenso, la temporada 1982-83 debutó en categoría nacional, en Segunda Nacional (tercer nivel de la liga española), proclamándose campeón y logrando un nuevo ascenso, además de clasificarse para disputar la Copa FER, donde quedó subcampeón, perdiendo en la final contra el Teca RC. La temporada 1983-84 debutó en Primera Nacional y al año siguiente adoptó su actual denominación, RC L'Hospitalet.
La temporada 1998-99 pasó a jugar en la recién creada División de Honor B, donde se mantuvo dos años, hasta perder la categoría. Las dos siguientes temporadas encadenó dos ascensos consecutivos, logrando un éxito histórico: el debut en la División de Honor A. En la máxima categoría de la liga española se mantuvo dos años (2002-04). Desde entonces, ha militado en la segunda categoría, la División de Honor B, salvo un paréntesis de cinco temporada (2006-11) en la desaparecida Primera Nacional. La temporada 2016-17 se quedó a las puertas de regresar a División de Honor, tras caer en semifinales de la fase de ascenso contra el Aparejadores de Burgos.
Por su parte, el conjunto femenino del RC Hospitalet es uno de los históricos del rugby español. Tuvo su época dorada entre finales de los años 1990 y principios de los años 2000, cuando conquistó la antigua Copa de la Reina (actual División de Honor) en tres ocasiones (1997, 1998 y 2002), y fue subcampeón en otras dos veces (1997 y 2001). Tras varios años alejado de la élite, la temporada 2017-18 firmó un acuerdo de colaboración con el Club INEF, pasando a competir en la máxima categoría, la Liga Iberdrola, como INEF – L'Hospitalet.

## Estadio
El RC L'Hospitalet disputa sus partidos en el campo municipal de rugby, que forma parte del parque deportivo Feixa Llarga, en Bellvitge, un complejo donde también se encuentran otros equipamientos como el estadio municipal de fútbol o el campo municipal de béisbol. El terreno de juego, de césped natural, tiene unas dimensiones de 140 x 70 m. El recinto cuenta con gradas para 320 espectadores.